# ナラノール
ナラノール(Naranol)は、三環式の構造を持つ薬剤である。1960年代後半に合成され、抗うつ薬、抗不安薬、抗精神病薬としての性質を持つと報告されているが、市販されたことはない。